# Etnocentrisme
Etnocentrisme, van het Griekse "ethnos" (volk, natie, klasse, kaste) en "kentron" (punt/stekel) is het standplaatsgebonden beoordelen van culturen. De eigen cultuur, of een andere van tevoren bepaalde cultuur, wordt gebruikt om andere culturen in een sociaal-cultureel opzicht te meten. 
Het gevoel ergens bij te horen en zich daarnaast te onderscheiden van anderen is belangrijk voor de ontwikkeling van een positief zelfbeeld. Dit zelfbeeld wordt gevormd door een sociale identificatie en een sociale contra-identificatie. Bij de eerste worden goede eigenschappen van de eigen groep als positief ervaren en bij de tweede worden negatieve kenmerken van anderen benadrukt. Primair is het positieve zelfbeeld gebaseerd op positieve vooroordelen over de eigen groep en negatieve vooroordelen over anderen. Deze combinatie wordt etnocentrisme genoemd.
Eenvoudige voorbeelden zijn dat het door Engelstaligen overbodig of raar gevonden wordt dat Nederlandstaligen een onderscheid maken tussen de aanspreekvormen "u" en "jij", omdat het Engels hierin geen onderscheid kent, en het feit dat Nederlanders en Belgen het eten van insecten (zoals sprinkhanen) als barbaars en onderontwikkeld beschouwen.
In de (moderne) antropologie probeert men etnocentrisme te vermijden vanwege de overduidelijke standplaatsgebondenheid. In veel reisboeken of etiquetteboeken is het echter zeer gebruikelijk.